# Amphiprion nigripes
Amphiprion nigripes là một loài cá hề thuộc chi Amphiprion trong họ Cá thia. Loài này được mô tả lần đầu tiên vào năm 1908.

## Từ nguyên
Từ định danh của loài cá này được ghép bởi hai từ trong tiếng Latinh: nigri: "đen" và pes: "chân", hàm ý đề cập đến vây bụng và vây hậu môn có màu đen ở chúng.

## Phạm vi phân bố và môi trường sống
A. nigripes được biết đến tại Maldives và Sri Lanka, cũng như Lakshadweep (Ấn Độ). Loài cá hề này chỉ sống cộng sinh với duy nhất một loài hải quỳ là Heteractis magnifica, được quan sát gần các rạn san hô ngoài khơi ở độ sâu đến ít nhất là 25 m.

## Mô tả
A. nigripes có chiều dài cơ thể tối đa được ghi nhận là 11 cm Loài này có màu nâu da cam nhạt với dải màu trắng ở sau đầu; bụng phớt đen. Vây bụng và vây hậu môn màu đen hoàn toàn; các vây còn lại phớt màu vàng. A. nigripes rất dễ phân biệt với những loài cá hề có một sọc khác nhờ vào màu sắc cơ thể cũng như của vây bụng và vây hậu môn.
Số gai ở vây lưng: 10–11; Số tia vây ở vây lưng: 17–18; Số gai ở vây hậu môn: 2; Số tia vây ở vây hậu môn: 13–15.

## Sinh thái học
A. nigripes là một loài lưỡng tính tiền nam (cá cái trưởng thành đều phải trải qua giai đoạn là cá đực) nên cá đực thường có kích thước nhỏ hơn cá cái. Một con cá cái sẽ sống thành nhóm cùng với một con đực lớn (đảm nhận chức năng sinh sản) và nhiều con non nhỏ hơn. Trứng được cá đực lớn bảo vệ và chăm sóc đến khi chúng nở.

## Thương mại
A. nigripes được đánh bắt bởi những người thu mua cá cảnh và cũng đã được nhân giống nuôi nhốt.